# Wetherill Mesa
Pour les articles homonymes, voir Wetherill.
La Wetherill Mesa est une mesa américaine située dans le comté de Montezuma, au Colorado. Culminant à 2 249 mètres d'altitude, elle est protégée au sein du parc national de Mesa Verde.
Dans les canyons qui flanquent la mesa se trouvent plusieurs sites archéologiques majeurs, parmi lesquels la Step House, la Long House et la Kodak House.